# عملات الدولار النيوزيلندي
تُستخدم عملات الدولار النيوزيلندي لأصغر عملة مادية متاحة في نيوزيلندا. ,الفئات الحالية هي العشرة سنتات والعشرين سنت والخمسين سنت والدولار الواحد والدولارين. حيث تسك العملات المعدنية من فئة 1 دولار و2 دولار باللون الذهبي والعملات المعدنية من فئة 20 سنت و50 سنت باللون الفضي والعملات المعدنية من فئة 10 سنتات مطلية بالنحاس.
تُسك فئات أكبر من الدولار النيوزيلندي على شكل أوراق نقدية من الدولار النيوزيلندي.

## التاريخ

### ما قبل الدولار
قبل العاشر من يوليو 1967 كان الجنيه النيوزيلندي باستخدام نظام £ أس دي (جنيه الشلن والبنس) هو العملة في نيوزيلندا. كما كانت عملات الجنيه الإسترليني تميل إلى اتباع الحجم والوزن وتكوين نظيراتها البريطانية. وكانت العملات المعدنية الرئيسية المستخدمة هي نصف البنس (1⁄2 د) البنس (1 د) وثلاثة بنسات (3 د) وستة بنسات (6 د) والشلن (1 شلن) والفلورين (2 شلن) ونصف كراون (2 شلن و6 د).

### العملات الأولى
حدث التحول إلى العملة العشرية في نيوزيلندا في 10 يوليو 1967 عندما استبدل الجنيه النيوزيلندي بالدولار النيوزيلندي بمعدل جنيه واحد مقابل دولارين (10 شلن مقابل دولار واحد). وفي نفس اليوم قدمت العملات العشرية الجديدة لتحل محل عملات الجنيه الإسترليني الموجودة. وقد كانت العملات الأولى للدولار النيوزيلندي هي 1 سنت و2 سنت و5 سنت و10 سنت و20 سنت و50 سنت. كما كانت العملات المعدنية من فئة 1 سنت و2 سنت و50 سنت بأحجام جديدة حيث سكت العملات من فئة 1 سنت و2 سنت من البرونز، والعملات من فئة 50 سنت من النحاس والنيكل. أما العملات الجديدة من فئة 5 سنت و10 سنت و20 سنت فكانت بنفس الحجم والوزن والقيمة مثل العملات السابقة من فئة الستة بنسات والشلن والفلورين. ففي الواقع وحتى عام 1970 كانت العملة المعدنية من فئة 10 سنتات تحمل النقش على العملة الإضافي "شلن واحد".
تميزت التصاميم الأمامية لجميع العملات المعدنية بصورة أرنولد ماشين للملكة إليزابيث الثانية مع أسطورة إليزابيث الثانية نيوزيلندا [التاريخ]. ورفضت دار سك العملة الملكية التصميمات الأولية للوجهين الخلفيين للعملات المعدنية التي قدمت في عام 1967. وقد أنتجت العديد من التصاميم الأخرى تلاها نقاش عام قوي. وقاموا بقبول تصميمات جيمس بيري في النهاية لمعظم العملات المعدنية مع أنه طُلب منه إعادة صياغة تصميمه لعملة 5 سنت وتصميم فرانسيس شوروك لعملة 10 سنت.
قاموا بتغيير صورة إليزابيث الثانية الموجودة على العملات النيوزيلندية إلى صورة جديدة للملكة رسمها رافائيل ماكلوف في عام 1986.

### إزالة العملات المعدنية من فئة الواحد والإثنين سنت
مع نهاية ثمانينيات القرن العشرين أصبحت العملات النقدية من فئة 1 سنت و2 سنت ذات قيمة ضئيلة فتقرر سحب هذه العملات من التداول. سكت آخر العملات المعدنية من هذه الفئات للتداول في عام 1987 وسكت العملات المعدنية لهواة الجمع في عام 1988. ثم سحبت العملات المعدنية من التداول تدريجيًا قبل أن تلغى نهائيًا (لم تعد عملة قانونية) في الأول من مايو 1990.
وبعد سحب هذه العملات يقومون بتقريب المعاملات النقدية عادة إلى أقرب 5 سنتات وهي العملية المعروفة باسم التقريب السويدي. فبعض تجار التجزئة الأكبر حجماً من أجل العلاقات العامة اختاروا تقريب السعر الإجمالي للأسفل (بحيث أصبح 4.99 4.95 بدلاً من 5.00). وبدلاً من ذلك قام العديد من تجار التجزئة بتقريب جميع أسعارهم إلى أقرب 5 سنتات لتجنب المشكلة تمامًا -لذلك غالبًا ما واجه المتسوق النيوزيلندي منتجات معروضة للبيع بأسعار مثل 4.95.

### مقدمة لعملات الدولار الواحد والدولارين
في 11 فبراير 1991 طرحت عملات معدنية بقيمة 1 دولار و2 دولار لتحل محل الأوراق النقدية بقيمة 1 دولار و2 دولار المتداولة. وسكت هذه العملات المعدنية من البرونز الألومنيوم،وكانت أول عملات نيوزيلندية تسك وفقًا للمواصفات المترية.
وفي الوقت نفسه وبما أن العملة الجديدة بقيمة 1 دولار تصور الكإيوي فقد غُيّر تصميم الوجه الخلفي للعملة بقيمة 20 سنت. وتصور العملات المعدنية الجديدة من فئة 20 سنت نحتًا ماوريًا لبوكاكي زعيم نجاتي واكاوي إيوي. ومع ذلك فإن عدد العملات المعدنية ذات تصميم الكإيوي كان يفوق عدد العملات المعدنية ذات التصميم الجديد حتى استبدلت بعملات 20 سنت الجديدة والتي تصور جميعها التصميم الأحدث في عام 2006.
وفي عام 1999 قدمت صورة الملكة التي رسمها إيان رانك-برودلي وأعيد ترتيب النقش على العملة بحيث تصبح "نيوزيلندا إليزابيث الثانية" [التاريخ].

### التغيير إلى عملات أصغر
في 11 نوفمبر 2004 أعلن البنك الاحتياطي أنه يقترح سحب عملة الـ5 سنت من التداول وجعل العملات المعدنية الحالية من فئة الـ50 والـ20 والـ10 سنت أصغر حجمًا واستخدام الفولاذ المطلي لجعلها أخف وزنًا. وكانت الأسباب المذكورة هي:
- كانت قيمة العملة المعدنية من فئة 5 سنت تساوي ثلث قيمة السنت الواحد في عام 1967 عندما قامت نيوزيلندا بإلغاء نظام العشرية في عملتها.
- أظهرت الدراسات الاستقصائية أن العملات المعدنية من فئة 50 و20 و10 سنت كانت كبيرة جدًا ولا يمكن حملها بسهولة بكميات كبيرة. وكانت العملة الأصلية بقيمة 50 سنت بقطر 3.2 سم وهي واحدة من أكبر العملات المتداولة في جميع أنحاء العالم، وكانت العملة الأصلية بقيمة 20 سنت ثاني أكبر عملة في نيوزيلندا في ذلك الوقت بقطر 2.8 سم.  أكبر من أي عملة معدنية متداولة حاليًا (أكبر عملة معدنية متداولة هي عملة 2 دولار بقطر 2.6 سم).
- كان حجم قطعة العشرة سنت قريبًا جدًا من حجم الدولار - في الواقع كان قريبًا جدًا لدرجة أنه كان من الممكن وضع قطعتين من فئة العشرة سنتات في عداد مواقف السيارات معًا والحصول على دولار واحد مقابل وقت وقوف السيارات أو تشويش العداد وجعل وقوف السيارات مجانيًا على أي حال. فلقد أدى ظهور عدادات الدفع والعرض في المدن الكبرى -حيث يُطلب من المرء استخدام عداد آخر إذا كان العداد الأول مكتظًا- إلى توقف هذه الممارسة إلى حد كبير.
- كانت أسعار النحاس والنيكل المستخدمة في سك العملات القديمة مرتفعة وترتفع بدرجة حادة وكان محتوى المعدن في بعض العملات يتجاوز قيمتها الاسمية.

بعد فترة تقديم عامة استمرت ثلاثة أشهر وانتهت في الرابع من فبراير/شباط 2005 أعلن بنك الاحتياطي في الحادي والثلاثين من مارس/آذار أنه سوف يمضي قدماً في التغييرات المقترحة. ثم بدأت فترة التحويل في يوم 31 يوليو 2006 حيث أمكن استخدام العملات القديمة حتى تاريخ 31 أكتوبر 2006.
لم تعد القطع النقدية القديمة من فئة 50 و20 و10 و5 سنت قانونية ولكن لا يزال من الممكن تسليمها إلى بنك الاحتياطي الفيدرالي في ويلينغتون إما شخصيًا أو عن طريق البريد مقابل قيمتها الاسمية. حيث يجب دفع أي عملة قديمة تُسلم بهذه الطريقة بقيمتها الإسمية مباشرة إلى حساب مصرفي. ويمكن أن يكون هذا إما حساب نيوزيلندي بالدولار النيوزيلندي أو حساب مصرفي أجنبي بأي من العملات الخمس التالية: الدولار الأمريكي أو الدولار الكندي أو الجنيه الإسترليني أو الدولار الأسترالي أو اليورو.
في أغسطس 2005 أختار بنك الاحتياطي الفيدرالي دار سك العملة الملكية الكندية التي سبق لها أن سكّت عملات كندية من الفولاذ المطلي لتصنيع العملات الجديدة. وتتمتع العملات الجديدة بتوقيع كهرومغناطيسي فريد من نوعه يسمح لآلات البيع الحديثة بتحديد العملات المزيفة والعملات الأجنبية ومن المتوقع أن يؤدي التغيير إلى إزالة ما يقرب من خمسة ملايين دولار من العملات الأجنبية من التداول.
كما كان التغيير إلى عملات أصغر مفيد أيضًا لأستراليا حيث كانت العملات الصادرة من فئة 5 و10 و20 سنت بنفس الحجم والوزن مثل العملات الأسترالية من هذه الفئات. فأصبح من السهل الخلط بينها وبين أصحاب المتاجر وتجار التجزئة فضلاً عن إمكانية استخدامها في آلات البيع الأسترالية وأجهزة عدادات مواقف السيارات وأجهزة إيداع العملات المعدنية في البنوك.

### المستقبل
بعد وفاة الملكة إليزابيث الثانية في سبتمبر 2022 قال بنك الاحتياطي إنه سوف يستنفد مخزوناته الحالية من العملات المعدنية قبل طرح عملات معدنية جديدة تحمل صورة الملك تشارلز الثالث. وبناءً على مستويات المخزون الحالية فمن المرجح أن يستغرق الأمر عدة سنوات. أما في مارس 2024 فقد أكد بنك الاحتياطي أن الملك تشارلز الثالث سيبدأ في الظهور على العملات المعدنية النيوزيلندية اعتبارًا من عام 2024 للعملات المعدنية الإثباتية وعام 2025 للعملات المعدنية المتداولة. ومن المتوقع أن تكون العملة المعدنية بقيمة 10 سنت هي أول عملة متداولة تحمل صورة الملك.

## العملة الحالية
اعتبارًا من 1 أبريل 2018 أصبح هناك خمس فئات من العملات المعدنية المتداولة بانتظام: 10 سنت و20 سنت و50 سنت ودولار واحد ودولاران. إن جميع العملات المعدنية النيوزيلندية مستديرة وتستخدم ميداليك أورينتيشن.
تتوفر العملات التذكارية والعملات القابلة للتحصيل من بريد نيوزيلندا باعتباره الوكيل لبنك الاحتياطي.
توجد عملتان تذكاريتان متداولتان حاليًا كعملة قانونية. أصدرت أول نسخة في 23 مارس 2015 وتبلغ قيمتها النقدية 50 سنت. وتتميز بتصميم الوجه القياسي ولكن على الوجه الآخر يوجد جنديان أحدهما نيوزيلندي والآخر أسترالي محاطان بسراخس وشجرة منجوباري (تصميم سمكة قرش المطرقة)، مع الكلمات "روح أنزاك سنتذكرهم" و"1915-2015" في إشارة إلى الذكرى المئوية لمعركة جاليبولي في عام 1915. حيث أنها أول عملة متداولة تتميز بالألوان وخلفية سوداء حول الجنود. وتقتصر العملات المعدنية على مليون قطعة وسكتها دار سك العملة الكندية.
أصدر الثاني في 1 أكتوبر 2018 وله أيضًا قيمة نقدية قدرها 50 سنت. كما أنه يتميز بتصميم الوجه القياسي ولكن على الوجه الخلفي يوجد زهرة الخشخاش آر أس إيه في المنتصف ومحاطة بإكليل تذكاري حر الشكل يتضمن سرخس الفضة والكورو، مع الكلمات "الساعة الحادية عشرة من اليوم الحادي عشر من الشهر الحادي عشر". أصدر لإحياء الذكرى المئوية ليوم الهدنة. بحيث أنها العملة المعدنية الثانية المتداولة التي تتميز بالألوان. وتقتصر العملات المعدنية على 2,000,000 قطعة وسكتها دار سك العملة الكندية.
| 10c                                                    | 20.50 mm | 1.58 mm | 3.30 g | Copper-plated steel | Plain                                      | Queen Elizabeth II | A Māori koruru, or carved head.                                                                        | 31 Jul 2006 |
| 20c                                                    | 21.75 mm | 1.56 mm | 4.00 g | Nickel-plated steel | "زهرة إسبانية"                             | Queen Elizabeth II | Māori carving of Pukaki, a chief of the Ngati Whakaue iwi between traditional koru kowhaiwhai patterns | 31 Jul 2006 |
| 50c                                                    | 24.75 mm | 1.70 mm | 5.00 g | Plain               | HM Bark Endeavour and جبل تاراناكي         |                    | |             |
| $1                                                     | 23.00 mm | 2.74 mm | 8 g    | برونز الألومنيوم    | Intermittent milling                       | Queen Elizabeth II | Kiwi and silver fern                                                                                   | 11 Feb 1991 |
| $2                                                     | 26.50 mm | 2.70 mm | 10 g   | Grooved             | Kōtuku / white heron (eastern great egret) |                    | |             |
| For table standards, see the coin specification table. |          |         |        |                     |                                            |                    | |             |

## العملات القديمة
أدت التغييرات التي طرأت على العملات المعدنية في عامي 1990 و2006 إلى إلغاء تداول العديد من العملات المعدنية. فلقد أُلغيت العملات المعدنية لأسباب مختلفة.
هذه قائمة بالعملات المعدنية الملغاة:
| 1c                                                                                              | 17.53 mm | 1.18 mm | 2.07 g  | برونز                                  | Plain                         | Queen Elizabeth II                                                                    | Silver fern | 10 Jul 1967 | 30 Apr 1990 |
| 2c                                                                                              | 21.08 mm | 1.7 mm  | 4.14 g  | Kowhai flowers                         |                               |                                                                                       |             |             |             |
| 5c                                                                                              | 19.43 mm | 1.24 mm | 2.83 g  | نيكل نحاسي                             | Milled                        | Queen Elizabeth II                                                                    | طراطرة      | 10 Jul 1967 | 31 Oct 2006 |
| 10c                                                                                             | 23.62 mm | 1.70 mm | 5.66 g  | (as today) Legend reads "One Shilling" |                               |                                                                                       |             |             |             |
| (as today)                                                                                      | 1970     |         |         |                                        |                               |                                                                                       |             |             |             |
| 20c                                                                                             | 28.58 mm | 2.22 mm | 11.31 g | Kiwi                                   | 10 Jul 1967                   |                                                                                       |             |             |             |
| (as today)                                                                                      | Dec 1990 |         |         |                                        |                               |                                                                                       |             |             |             |
| 50c                                                                                             | 31.75 mm | 2.33 mm | 13.61 g | Intermittently milled                  | (as today)                    | 10 Jul 1967                                                                           |             |             |             |
| $1                                                                                              | 38.8 mm  | 2.89 mm | 28.28 g | Milled                                 | Various Commemorative Designs | Obsolete but still legal tender. Replaced by current dollar coin on 11 February 1991. |             |             |             |
| هذه الصور هي بمقياس 2.5 بكسل لكل ملم. For table standards, see the coin specification table.--> |          |         |         |                                        |                               |                                                                                       |             |             |             |

## عملات معدنية أخرى

### عملات الميوول
لقد سكت العديد من عملات الميوول المعدنية عن طريق الخطأ وانتهى الأمر باثنتين منها على الأقل في التداول.
وقعت الحالة الأولى في عام 1967 عندما سكت العملة المعدنية بقيمة سنتين عن طريق الخطأ مع وجه العملة الباهامية بقيمة خمسة سنت.
وتشمل الأمثلة اللاحقة عملة نيوزيلندا 5 سنت عام 1981 ذات الوجه الأمامي المطلي بعملة كندية 10 سنت وعملة 50 سنت عام 1985 ذات الوجه الأمامي المطلي بعملة دولار كندي واحد وكلاهما نادر للغاية.
وقد حدث مثال آخر في عام 2000 حيث عُثر على عشر حالات معروفة من العملة التذكارية بقيمة 5 دولارات في مجموعات غير متداولة. وكانت هذه العملة تحمل صورة طائر الغاق المرقط على الجانب الخلفي كما كانت الحال مع العملات الأخرى من فئة الخمسة دولارات في ذلك العام إلا أن الوجه الأمامي كان من جزر سليمان.
مع أنها ليست عملة ميوول من الناحية الفنية فقد نشأ خلط من نوع مختلف في عام 1975 عندما سكت بعض العملات المعدنية النيوزيلندية فئة 20 سنت عن طريق الخطأ على فراغات مزخرفة مخصصة لعملة هونج كونج 2 دولار. والقوالب الموجودة على الوجه والظهر صحيحة بالنسبة للعملات النيوزيلندية لكن فقط القالب الفارغ له شكل غير صحيح.
من المرجح أن تكون حالة سابقة أبلغ عنها عن نموذج ميوول يتضمن عملة صغيرة الحجم من فئة 20 سنت طرحت في عام 2006 مع عملة كندية من فئة 5 سنت مرتبطة بتقارير في الصحافة عن اكتشاف عملات كندية من فئة 5 سنت في لفات دار سك العملة من عملات نيوزيلندا من فئة 20 سنت وخاصة في منطقة تاراناكي، حيث كان هذا مجرد خطأ في التعبئة والتغليف ولا توجد عملات معدنية مزورة فعلية معروفة.

### العملات التذكارية
- دولارات الفضة: أنتجت نيوزيلندا العديد من دولارات الفضة عادة بصفة سنوية منذ عام 1967 فصاعدًا.

- 1967: تحويل العملة النيوزيلندية إلى النظام العشري
- 1969: الذكرى المئوية الثانية لهبوط الكابتن كوك في نيوزيلندا
- 1970: جبل كوك
- 1970: جزر كوك
- 1971–1973: شعار النبالة النيوزيلندي
- 1974: دورة ألعاب الكومنولث 1974 في كرايستشيرش
- 1974: يوم نيوزيلندا في 6 فبراير
- 1975–1976: شعار النبالة النيوزيلندي
- 1977: الذكرى الخامسة والعشرون لتولي إليزابيث الثانية منصب ملكة نيوزيلندا، في يوم وايتانجي (6 فبراير)[12]
- 1978: الذكرى الخامسة والعشرون لتتويج الملكة إليزابيث الثانية في 2 يونيو[13]
- 1980: طائر ذو ذيل مروحي
- 1981: الزيارة الملكية للملكة إليزابيث الثانية
- 1982: طائر تاكاهيه
- 1983: زيارة ملكية للأمير تشارلز والأميرة ديانا من ويلز
- 1983: الذكرى الخمسين لإصدار العملة النيوزيلندية
- 1984: طائر روبن الأسود في جزيرة تشاتام
  - 1985: ركائز سوداء
  - 1986: الزيارة الملكية للملكة إليزابيث الثانية
  - 1986: كاكابو (ببغاء محلي)[14]
  - 1987: المتنزهات الوطنية
  - 1988: البطريق ذو العيون الصفراء
  - 1989: دورة ألعاب الكومنولث 1990 في أوكلاند (4 فئات: عداء، لاعب جمباز، سباح، رافع أثقال)
  - 1990: الذكرى السنوية الـ 150 لمعاهدة وايتانجي
- تم صنع مجموعة من العملات المعدنية بقيمة دولارين والتي تصور طائر الرفراف خلال عام 1993.
- عملات معدنية بقيمة خمسة دولارات: تم سكها بشكل متقطع منذ عام 1990 فصاعدًا. لم يتم سك عملات معدنية بقيمة خمسة دولارات للتداول مطلقًا، ولكن خصيصًا لأغراض تذكارية. إنها عملة قانونية.
- عملات معدنية من فئة عشرة دولارات: تم سكها بشكل متقطع منذ عام 1995 فصاعدًا. لم يتم سك عملات معدنية بقيمة عشرة دولارات للتداول مطلقًا. إنها عملة قانونية.
- عملات العشرين دولارًا: تم سكها في عامي 1995 و1997، وتم صنع مجموعتين فقط من العملات المعدنية بقيمة عشرين دولارًا.
- عملة مائة وخمسين دولارًا: تم سكها في عامي 1990 و1998، وتم صنع مجموعتين فقط من العملات المعدنية بقيمة مائة وخمسين دولارًا.
- تم إصدار مليون عملة تذكارية بقيمة 50 سنتًا في عام 2015 للاحتفال بالذكرى المئوية لإنزال جاليبولي. على عكس الإصدارات التذكارية النيوزيلندية السابقة، فقد دخلت التداول العام.[15]
- أصدر 2 مليون 50 سنت في عام 2018 للاحتفال بالذكرى المئوية ليوم الهدنة. وقد دخلت هذه أيضًا التداول العام.[16]

## الحدود المفروضة على العملات المعدنية التي تشكل العطاء القانوني
وفقًا لقانون بنك الاحتياطي لعام 1989 هناك حدود للمبلغ الذي يشكل العطاء القانوني:
- عملات معدنية بقيمة 10 أو أكثر لا يوجد حد
- العملات المعدنية من فئة 1 أو أكثر ولكن أقل من 10 الحد الأقصى هو 100
- العملات المعدنية من فئة 5 سنتات أو أكثر ولكن أقل من 1 الحد الأقصى هو 5

## استخدام عملات الدول الأخرى

العملات الغريبة: لا تزال العملات الدولارية الفريدة الثلاثة الموضحة قيد الاستخدام ولكن أوقف استخدام العملات المعدنية من فئة 5 و10 سنتات إلى جانب جميع فئات السنتات الأخرى،منذ عام 2006. ويتم استخدام العملات النيوزيلندية بدلاً منها.

بسبب السفر الإقليمي وحقيقة أن العديد من المستعمرات البريطانية السابقة الأخرى حول العالم تستخدم أنظمة سك العملات ذات الأصول البريطانية من حيث الحجم والوزن فإن العديد من العملات الفيجية والساموية والسنغافورية والجنوب إفريقية والجنيه الإسترليني القديم قبل العشري وخاصة العملات الأسترالية كانت متداولة يومياً في نيوزيلندا مع عدم كونها عملة قانونية رسمية. ومن الجدير بالذكر أن المملكة المتحدة نفسها لم تعد تستخدم هذه الأحجام من العملات المعدنية حيث تحصل حالة غريبة من ظهور العملات الأجنبية في العملات المتبقية التي يتلقاها أحد العملاء. القيمة المتشابهة باستمرار ولكن ليست بقيمة أعلى بدرجة كبيرة للعملة الأسترالية والوجه الأمامي للعملات الأسترالية الذي يكاد يكون متطابقاً مع العملات النيوزيلندية لم تثبط هذه الممارسة أيضًا مع ملايين من العملات الأسترالية بقيمة 5 و10 و20 سنت والتي استخدمت في نيوزيلندا بنفس الطريقة التي استخدمت بها نظيراتها الحقيقية. قد يقومون بتداول هذه العملات المعدنية لفترات طويلة دون أن يحدث التعرف عليها. يعني تغيير حجم العملة المعدنية والمواد المستخدمة فيها (انظر قسم التغيير إلى عملات أصغر أعلاه) في الفترة من 31 يوليو إلى 31 أكتوبر 2006 أنه لم يعد من الممكن قبول هذه العملات الأجنبية بطريقة متبادلة مع أن العملة المعدنية الجديدة من فئة 10 سنت تشبه إلى حد كبير العملة المعدنية البريطانية من فئة البنس الواحد في الحجم والوزن والمظهر وتظل العملة المعدنية من فئة الدولار الواحد التي لم تتغير مشابهة جدًا لنظيرتها الفيجي. ويوجد أيضًا ارتباك عرضي بين عملة الدولار النيوزيلندية وعملة الدولارين الأسترالية وبالمثل بين عملة الدولارين النيوزيلندية وعملة الدولار الأسترالية بسبب أحجام وأوزان العملات المماثلة.

## أرقام سك العملة
أرقام سك العملات المعدنية في النطاق من واحد سنت إلى إثنان دولار بين عامي 1967 و2022:
| السنة                                          | 1سنت        | 2سنت       | 5سنت       | 10سنت       | 20سنت       | 50سنت      | $1         | $2         |
| ---------------------------------------------- | ----------- | ---------- | ---------- | ----------- | ----------- | ---------- | ---------- | ---------- |
| 1967                                           | 120,000,000 | 75,000,000 | 26,000,000 | 17,000,000  | 13,000,000  | 10,000,000 |            |            |
| 1968                                           |             |            |            |             |             |            |            |            |
| 1969                                           |             | 20,510,000 | 10,260,000 | 3,000,000   | 2,500,000   |            |            |            |
| 1970                                           | 10,060,000  |            | 11,152,000 | 2,046,000   |             |            |            |            |
| 1971                                           | 10,000,000  | 15,050,000 | 11,520,000 | 2,808,000   | 1,600,000   | 1,123,200  |            |            |
| 1972                                           | 10,040,000  | 17,510,000 | 20,000,000 | 2,024,000   | 1,516,000   | 1,408,000  |            |            |
| 1973                                           | 15,040,000  | 38,550,000 | 4,043,000  | 3,533,000   | 3,051,000   | 2,531,000  |            |            |
| 1974                                           | 35,020,000  | 50,000,000 | 18,023,000 | 4,627,000   | 4,535,000   | 1,223,000  |            |            |
| 1975                                           | 60,000,000  | 20,000,000 | 32,000,000 | 7,000,000   | 5,000,000   | 3,800,000  |            |            |
| 1976                                           | 20,000,000  | 15,000,000 |            | 5,000,000   | 7,500,000   | 2,000,000  |            |            |
| 1977                                           |             | 20,000,000 |            | 5,000,000   | 7,500,000   | 2,000,000  |            |            |
| 1978                                           | 15,000,000  |            | 20,000,000 | 16,000,000  | 2,500,000   | 2,000,000  |            |            |
| 1979                                           | 35,000,000  |            |            | 6,000,000   | 8,000,000   | 2,400,000  |            |            |
| 1980                                           | 40,000,000  | 10,000,000 | 12,000,000 | 28,000,000  | 9,000,000   | 8,000,000  |            |            |
| 1981                                           | 10,000,000  | 25,000,000 | 20,000,000 | 5,000,000   | 7,500,000   | 4,000,000  |            |            |
| 1982                                           | 10,000,000  | 50,000,000 | 50,000,000 | 18,000,000  | 17,500,000  | 6,000,000  |            |            |
| 1983                                           | 40,000,000  | 15,000,000 |            |             | 2,500,000   |            |            |            |
| 1984                                           | 30,000,000  | 10,000,000 |            |             | 1,500,000   | 2,000,000  |            |            |
| 1985                                           | 40,000,000  | 22,500,000 | 14,000,000 | 8,000,000   | 6,000,000   | 2,000,000  |            |            |
| 1986                                           | 25,000,000  |            | 18,000,000 |             | 12,500,000  | 5,200,000  |            |            |
| 1987                                           | 27,500,000  | 36,250,000 | 40,000,000 | 21,000,000  | 14,000,000  | 3,600,000  |            |            |
| 1988                                           |             |            | 16,000,000 | 23,712,000  | 12,500,000  | 8,800,000  |            |            |
| 1989                                           |             |            | 36,000,000 | 9,000,000   | 5,000,000   |            |            |            |
| 1990 – سُحب 1 سنت و2 سنت؛ وقُدم 1 دولار و2 دولار |             |            |            |             |             |            |            |            |
| 1990                                           |             |            |            |             | 5,000,000   |            | 40,000,000 | 30,000,000 |
| 1991                                           |             |            |            |             |             |            | 10,000,000 | 10,000,000 |
| 1992                                           |             |            |            |             |             |            |            |            |
| 1993                                           |             |            |            |             |             |            |            |            |
| 1994                                           |             |            | 26,720,000 |             |             |            |            |            |
| 1995                                           |             |            | 33,280,000 |             |             |            |            |            |
| 1996                                           |             |            | 19,008,000 | 12,960,000  |             |            |            |            |
| 1997                                           |             |            | 14,000,000 | 8,000,000   |             |            |            | 1,000,000  |
| 1998                                           |             |            | 8,000,000  |             |             |            |            | 6,000,000  |
| 1999                                           |             |            | 25,040,000 |             |             |            |            | 5,050,000  |
| 2000                                           |             |            | 26,000,000 | 11,000,000  |             |            | 5,000,000  |            |
| 2001                                           |             |            | 20,000,000 | 10,000,000  |             | 5,000,000  |            | 3,000,000  |
| 2002                                           |             |            | 40,500,000 | 10,000,000  | 7,000,000   | 3,000,000  | 8,000,000  | 6,000,000  |
| 2003                                           |             |            | 30,000,000 | 13,000,000  |             | 2,500,000  | 4,000,000  | 6,000,000  |
| 2004                                           |             |            | 15,000,000 | 6,500,000   | 8,500,000   | 2,000,000  | 2,700,000  |            |
| 2005                                           |             |            |            | 2,000,000   | 4,000,000   | 1,000,000  | 2,000,000  | 5,000,000  |
| 2006 – سُحب 5 سنت، وخُفض 10 سنت و20 سنت و50 سنت  |             |            |            |             |             |            |            |            |
| 2006                                           |             |            |            | 140,200,000 | 116,600,000 | 70,200,000 |            |            |
| 2007                                           |             |            |            | 15,000,000  |             |            |            |            |
| 2008                                           |             |            |            |             | 80,000,000  |            | 11,000,000 | 8,000,000  |
| 2009                                           |             |            |            | 30,000,000  |             | 20,000,000 |            |            |
| 2010                                           |             |            |            |             |             |            | 10,000,000 |            |
| 2011                                           |             |            |            | 20,400,000  |             |            |            | 8,000,000  |
| 2012                                           |             |            |            | 20,400,000  |             |            |            |            |
| 2013                                           |             |            |            | 27,000,000  |             |            | 10,080,000 |            |
| 2014                                           |             |            |            | 17,000,000  | 23,000,000  | 2,300,000  |            | 7,000,000  |
| 2015                                           |             |            |            | 21,600,000  | 18,000,000  | 12,700,000 | 10,000,000 | 3,000,000  |
| 2016                                           |             |            |            | 11,100,000  |             | 6,000,000  |            | 3,000,000  |
| 2017                                           |             |            |            |             |             |            |            |            |
| 2018                                           |             |            |            |             |             | 6,000,000  |            |            |
| 2019                                           |             |            |            | 37,800,000  | 40,750,000  | 21,000,000 | 12,960,000 | 12,200,000 |
| 2020                                           |             |            |            | 19,200,000  | 8,000,000   | 8,200,000  | 8,760,000  | 5,900,000  |
| 2021                                           |             |            |            |             |             |            |            |            |
| 2022                                           |             |            |            |             | 10,000,000  |            |            | 8,000,000  |